# 刈屋バイパス
刈屋バイパス（かりやバイパス）は、岩手県宮古市を通る国道340号のバイパス道路である。

## 概要
宮古市・旧新里村域の刈屋地区にある幅員狭小区間を解消する目的で建設。刈屋地区の北東側を通っている。なおこれより先の押角峠は急カーブ・幅員狭小箇所が連続するため、大型車両とのすれ違いは非常に困難である。また長大トンネルの新道が建設される予定も無い。

### 路線データ
- 起点：宮古市刈屋字下野（新里地区山村広場前）
- 終点：宮古市刈屋字中里（JR岩泉線 中里駅前）

## 地理

### 通過する自治体
- 岩手県
  - 宮古市